# NGC 4682
NGC 4682 ist eine 12,4 mag helle Balken-Spiralgalaxie vom Hubble-Typ SBc im Sternbild Jungfrau. Sie ist schätzungsweise 99 Millionen Lichtjahre von der Milchstraße entfernt und hat einen Durchmesser von etwa 80.000 Lichtjahren.
Im selben Himmelsareal befinden sich u. a. die Galaxien NGC 4658, NGC 4663, NGC 4703, NGC 4717.
Die Typ-Ia-Supernova SN 2011jh wurde hier beobachtet.
Das Objekt wurde am 15. März 1786 von Wilhelm Herschel mit einem 18,7-Zoll-Spiegelteleskop entdeckt, der sie mit „vF, E sp-nf, 4′ long, 3′ broad“ beschrieb.